# Pendjock
Pendjock parfois appelé Onna ou Bikat Pendjock est un village de la commune de Massock-Songloulou; située dans le département de la Sanaga-Maritime et la région du Littoral au Cameroun. Il est situé sur la route de Songmbenguè à Nkom, à 22 km de Songmbenguè. En français Pendjock signifie "la défense de l'éléphant".

## Population
En 1967, Pendjock comptait 167 habitants, principalement Bassa.
Lors du recensement de 2005, 197 personnes y ont été dénombrées.
La population de Pendjock est inconnue aujourd'hui (2024), mais on note un déplacement des habitants vers les zones urbaines à cause d'un développement approximatif.

## Éducation
Pendjock dispose d'un établissement d'enseignement primaire construit par l'État du Cameroun.